# Medal of Honor: Airborne
Medal of Honor: Airborne — шутер від першої особи, що оповідає про події Другої світової війни.

## Сюжет
Гравцеві належить битися з військами вермахту руками бравого американського десантника рядового Бойда Треверса (Boyd Travers). Airborne містить 6 місій. У русифікованої версії (можливі спотворення при перекладі) їх назви звучать так:
- Хаскі (Лайка)
- Лавина
- Нептун
- Город
- Університет
- Зенітна башта

Відмінними рисами гри є десантування, відновлення здоров'я, система «прокачування» зброї.

## Десантування
Згідно зі специфікою десантних військ гравцеві видається можливість розпочати виконання місії з довільного місця в зоні висадки на рівні. На більшості карт зона висадки обмежена здібностями парашута до планування: парашутист постійно знижується і, не маючи великого запасу висоти, приземляється в межах певної площі. На деяких картах (наприклад, Університет) місце скидання дозволяє гравцеві відчути «стінку в небі»: при спробі спланувати за межі карти парашут починає різко зносити в протилежну сторону. Тим не менш, десантування відкриває перед гравцем величезні простори до дій: приземлитися на дах і відстрілювати ворожих снайперів і кулеметників, або плюхнутися в саму гущу німців і методично покласти всіх з дробовика — вибирати гравцеві. Також гравцеві наданий вибір початкового зброї перед початком кожної місії. У ході гри можна підбирати зброю убитих NPC. Однак, зібрати цілий арсенал не вдасться: носити можна пістолет, 2 одиниці довгоствольної зброї і гранати.

## Відновлення здоров'я
Розробники відмовилися від звичних відсотків або шкали, що показують скільки поранень ще здатний перенести персонаж. Проте, зміни не такі радикальні, як в Call of Duty 2, де передихнувши, персонаж ставати «як новенький». Тут же шкала здоров'я розбита на 4 частини, з кожним пораненням шкала зменшується. Через деякий час після того, як гравець сховається від ворожого вогню, шкала починає відновлюватися, але лише в межах тієї частини, в якому зупинилася, подібно системі в грі The Chronicles of Riddick: Escape from Butcher Bay.

## Система вдосконалення зброї
Властивості зброї змінюються в процесі його використання. Так, убивши з десяток ворогів, Тревіс приладжує до свого Томпсона додаткову рукоятку, що збільшує точність автомата. Або встановлює тактичний приціл на StG-44 після того, як особисто заспокоїть роту.
Рівень володіння тим або іншим зброєю характеризується значками:
- Стрілець
- Снайпер
- Майстер

Отримане із позначкою поліпшення стає доступно негайно.

### Список зброї

#### Одиночна гра
| Вид зброї                           | США                                                 | Третій рейх                                         |
| ----------------------------------- | --------------------------------------------------- | --------------------------------------------------- |
| Пістолет                            | Colt M1911                                          | Маузер                                              |
| Пістолет-кулемет                    | М1928 Томпсон                                       | MP-40                                               |
| Гвинтівка                           | M1 Гаранд М1 Carbine                                | Kar98k Gewehr 43                                    |
| Снайперська гвинтівка               | Спрінгфілд M1903 з ОП                               | Mauser 98 з ВП Gewehr 43 (після другого поліпшення) |
| Автоматична гвинтівка               | BAR                                                 | Stg-44                                              |
| Граната                             | осколкова граната Mk II Протитанкова граната Гаммон | Stielhandgranate 24                                 |
| Гранатомет або безвідкатна знаряддя | Безвідкатні гармати М18                             | Панцершрек                                          |
| Дробовик                            | Рушниця M12                                         |                                                     |

## Саундтрек
Саундтрек Medal of Honor: Airborne був випущений 31 липня 2007 року.
| Список композицій (63:23) | Список композицій (63:23)                 | Список композицій (63:23) |
| #                         | Назва                                     | Тривалість                |
| ------------------------- | ----------------------------------------- | ------------------------- |
| 1.                        | «Medal of Honor - Airborne (Main Theme)»  | 3:48                      |
| 2.                        | «Operation Husky»                         | 3:27                      |
| 3.                        | «Back Alleys»                             | 2:24                      |
| 4.                        | «In the Trenches»                         | 2:34                      |
| 5.                        | «Restoration Temple»                      | 2:46                      |
| 6.                        | «Gunfight in the Ruins»                   | 5:24                      |
| 7.                        | «Operation Neptune»                       | 2:34                      |
| 8.                        | «Following the Demolition Wires»          | 1:06                      |
| 9.                        | «Room by Room»                            | 2:23                      |
| 10.                       | «Unblocking Utah»                         | 2:43                      |
| 11.                       | «Operation Varsity»                       | 3:38                      |
| 12.                       | «Sniper Showdown»                         | 3:16                      |
| 13.                       | «Das Flakturm»                            | 2:36                      |
| 14.                       | «Destroying the Fuel Reserves»            | 2:29                      |
| 15.                       | «Dropping into Nijmegen»                  | 3:00                      |
| 16.                       | «Wreckage of Nijmegen»                    | 7:04                      |
| 17.                       | «Defusing the Charges»                    | 2:37                      |
| 18.                       | «Taking out the Spotting Tower»           | 2:30                      |
| 19.                       | «Paestum Landing»                         | 2:50                      |
| 20.                       | «Medal of Honor - Airborne (End Credits)» | 4:14                      |